# Nymfy

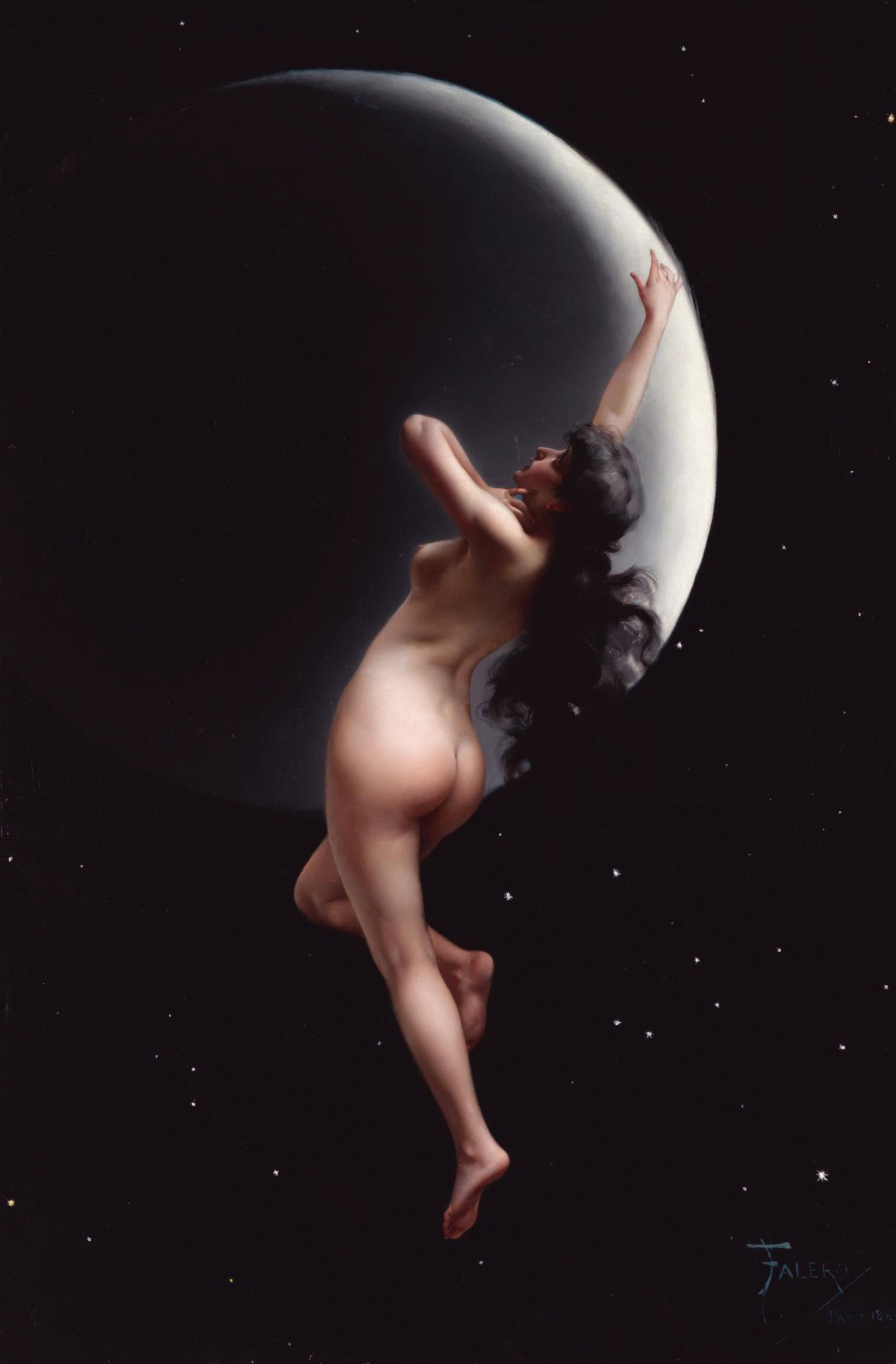
Obraz Moon Nympha od Luise Ricarda Falera

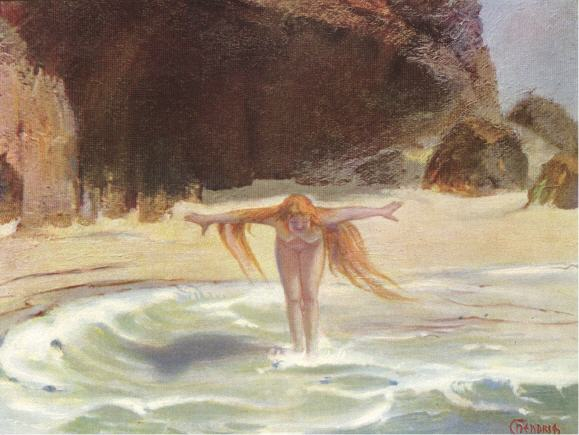
Die Meerfrau od Hermanna Hendricha

Nymfy (latinsky Nymphae) jsou v řecké mytologii vodní, lesní a horské bohyně či polobohyně. Jsou to bytosti podobné našim pohádkovým vílám nebo rusalkám.
Všechny jsou krásné, jejich posláním je zpěv, tanec, zábava. Vyskytují se obvykle ve společnosti jiných přírodních tvorů, jako jsou Siléni, Satyrové, Panové nebo i ve společnosti bohů, často to je Apollón, Dionýsos nebo Hermés či Artemis.
Jsou obvykle panny, mnohé však měly potomky s bohy nebo lidmi. Dokonce nebyly všechny nesmrtelné. Jsou přívětivé k lidem, jenom pohlední mladí muži mohli přijít k nehodě nebo dokonce k záhubě. Příkladem za mnohé je Hylás na výpravě Argonautů, Narkissos, Hermafrodítos.
Řekové i Římané přinášeli nymfám oběti, budovali jim oltáře i svatyně, a to v přírodě i ve městech. Někdy jim byly zasvěcovány také jeskyně. Byly jim prokazovány pocty.

## Druhy
Nymfy jsou nejpočetnější skupina polobohyň nebo nižších bohyň přírodních. Dělí se do skupin podle toho, kde žijí:
- Najády – nymfy jezerní, říční, potoční, v horských bystřinách, pramenech a zřídlech
- Oready – nymfy horských údolí i horských velikánů
- Dryády – žijí v jeskyních, hájích a především v jednotlivých stromech

V širším smyslu se k nymfám řadily také mořské nymfy:
- Ókeanovny nebo Ókeanidy, bohyně vnějšího moře
- Néreovny nebo Néreidky, mořské nymfy

## Odraz v umění
Umělci všech dob je zobrazovali jako krásné mladé a veselé dívky, obvykle při tanci, prostovlasé a v lehkých řízách. Zobrazovány byly s oblibou na vázových malbách, reliéfech, sochány do kamene. Časté jsou mozaikové výzdoby lázní či fontán. Mořské nymfy byly vítaným námětem výzdoby vývěsních štítů přístavních hospod nebo také zdobily přídě plavidel. Obvykle jsou vymalovány ve skupinkách, doplňujících různé bájné výjevy.